# Monte Miwa
Mount Miwa (三輪山) o Mount Mimoro (三諸山) es una montaña localizada en la ciudad de Sakurai, en la prefectura de Nara, Japón. Ha tenido un gran valor histórico y religioso en Japón, especialmente durante su historia temprana. También es un sitio sagrado en el sintoísmo. La montaña en su totalidad es considerada sagrada y alberga uno de los más antiguos santuarios sintoístas, el santuario Ōmiwa. Muchos túmulos funerarios del periodo Kofun pueden ser encontrados alrededor de la montaña.
El espíritu (kami) asociado con el Monte Miwa es Ōmononushi Ōmono-nushi-no-kami), un espíritu de la lluvia.  

## Nombre
El Monte Miwa fue descrito oor primera vez en el Kojiki como Monte Mimoro (三諸山). Ambos nombres fueron de uso común hasta el reinado del emperador Yūryaku, posterior a esta época se prefirió "Miwa". Se ha propuesto que Mimoro podría haber significado algo como "augusto, bello" ('"mi"') y "cuarto" o "salón" ('"moro"' una corrupción de '"muro"'). Los actuales kanji The current kanji 三 (mi) y 輪 (wa) son meramente fonéticos. También es escrito 三和, otra redacción meramente fonétics con la misma pronunciación. 

## Religión antigua
Los cultos religiosos alrededor del Monte Miwa han sido considerados como los más viejos de su tipo en Japón, los cuales datan desde la prehistoria. La montaña en sí misma es considerada sacrosanta, y el actual santuario Ōmiwa todavía considera a la montaña como shintai, esto es, la sede de un kami.  El kami que reside en el Monte Miwa es considerado como el más poderoso para el clan Fujiwara, consecuentemente, muchos palacios y caminos fueron construidos en su cercanía.